# Narratario
El concepto de narratario se utiliza para describir la instancia discursiva a quien el narrador dirige su discurso. El término fue propuesto por primera vez por Gérard Genette en Figuras III y completado posteriormente por Gerald Prince. Forma parte de la narratología.

## Diferencia entre narratario y lector
Cualquier narración fictiva. necesita de una instancia que produzca el discurso: un narrador; y una instancia a la que el discurso es dirigido: un narratario. Por lo tanto, el narratario se localiza en el mismo nivel diegético que el narrador. Estas instancias no deben confundirse con sus equivalentes reales, virtuales o ideales. En este sentido, el narratario no debe confundirse con el lector real: este último existe y está encarnado en la persona que lee, el otro es producto de la ficción. Tampoco debe confundirse con el lector virtual o implícito, ya que éste es el lector que el autor se imagina y proyecta dotándolo de cualidades, capacidades, gustos, etc. Y por último, tampoco debe confundirse con el lector ideal, es decir, la instancia lectora que sería capaz de comprender la totalidad del texto.

## Clasificación del narratario
Según su grado de presencia en el texto, el narratario puede ser clasificado como:
- Grado cero: es cuando no aparece ninguna marca visible o distintiva del narratario en la narración. Se trata de una categoría virtual que sirve como punto de partida para identificar a los narratarios en los textos.[2]
- Narratario ausente o no marcado: es el narratario cuya presencia no se percibe con claridad en el texto. Es decir, el narrador no hace explícito quién es su interlocutor. Sin embargo, el que sea invisible en una narración no implica que no exista.[2]
- Narratario invocado: es cuando el narrador apela directamente al narratario, por ejemplo, cuando escribe: "querido lector".[2]
- Narratario-personaje: es el narratario que forma parte de la diégesis de la historia, está a nivel de los personajes[2] (por ejemplo, en una novela epistolar).

- Otras formas de clasificación: 
- El narratario puede ser individual o puede presentarse en grupo (este último, por ejemplo en el Decamerón, donde cada narratario se vuelve narrador en un momento dado). También puede haber narratario principal y secundarios, en el caso de que en la narración se presenten varios narratarios.[4]